# IWRG La Isla
La Isla (en inglés "The Island") fue un evento de lucha profesional producido y escrito por el Grupo de revolucionarios de luchadores internacionales (IWRG), tuvo lugar el 31 de agosto de 2014 en la Arena Naucalpan, Naulcalpan, Estado de México, México. El nombre "La Isla está tomado de un evento mexicano, llamado la Isla, similar al evento de Supervivencia. 
El principal evento fue una lucha con una escalera y ocho hombres, donde el ganador se llevaría $50,000 ($3815USD). Para reclamar el premio, un luchador tendría que escalar la escalera y desenganchar la maleta. Los participantes fueron Demon Clown, Dr. Wagner Jr., El hijo de dos caras, Hijo de máscara año 2000, L.A. Par-K, Oficial AK-47, Trauma 1 y Veneno. El evento fue destacado por tener 4 rondas adicionales. 

## Producción

### Antecedentes
La lucha libre mexicana, promocionado por el IWRG, tuvo un número mayor de espectáculos desde su creación en 1996. En el verano de 2014, este mismo grupo anunció que ellos harían un evento especial llamado La Isla. Con un evento principal, una escalera en las rondas y al ganador se le permitiría llevarse $50,000 ($3815USD) que estarían suspendidos arriba del cuadrilátero.

### Historias
El evento destaca a cinco rondas de lucha libre profesional con diferentes luchadores, envueltos en un preexistente guion, trama y una historia. Los luchadores se representaban a sí mismos (refiriéndose a los Rudos en México, ellos representaban a los "chicos malos" y los Técnicos, los "chicos buenos", como ellos seguían una creciente tensión en los eventos, ellos culminaban en encuentros de luchadores.
El principal evento fue constituido por caídas directas fuera del cuadrilátero, el 20 de julio de 2014, por la IWRG. Hijo de dos caras, Pirata Morgan, L.A. Park, Demon Clown, Dr. Wagner Jr., y Máscara Sagrada se enfrentaron en un encuentro de escalera donde el luchador ganador se llevaría el cinturón que se encontraba arriba del cuadrilátero y se convertiría en campeón. Durante el evento, la escalera se rompió, forzando a Máscara Sagrada a establecerse en una escalera estable, así que, el Hijo de Dos Caras pudo escalarla finalmente, por lo que ganó el encuentro y se convirtió en campeón, tal y como estaba planeado.

## Evento
Para el evento principal, La isla, la IWRG reunió a todos los competidores en los primeros cuatro eventos con el fin de que sirvieran como leñadores y fueron distribuidos en todo el cuadrilátero para mantener a todos los competidores dentro del mismo. Antes del evento se anunció que si había un luchador fuera del cuadrilátero por más de 20 segundos, sería eliminado, y por lo tanto, no podría ganar el premio de $50,000. El evento fue disputado bajo las reglas de "Escalera", la IWRG estableció que las escaleras no podrían usarse en los primeros 10 minutos del evento. Durante el evento, varios luchadores se ayudaron, enfocándose en rivales con mucho tiempo de experiencia, como Dr. Wagner Jr y L.A. Park quienes han peleado en México por bastantes años. 
En la IWRG, El Hijo de dos caras continuó su carrera con el Hijo de Máscara Año 2000, pero además se enfrentaron a los retos de Demon Clown, con 148 kilogramos (326,2841 lb), vistiendo una máscara endemoniada. Durante el evento, Trauma I fue noqueado fuera del cuadrilátero después de que AK-47 le lanzara sillas ayudado por varios "Rudos", que se encontraban en la parte de las sillas, llevando así a Trauma I a ser eliminado del evento. Después de esto, y faltando 10 minutos para que se acabara el evento, El Veneno estaba contado fuera del evento cuando empezó la lucha contra varios de los luchadores. A los 10 minutos del reloj, L.A. Park, trajo la primera escalera dentro del cuadrilátero, mientras la arrastraba, él fue atacado por Dr. Wagner Jr. Los dos rivales lucharon y llegaron hasta el piso, despreciando el tiempo límite y por lo tanto fueron eliminados del evento. Después de que L.A. Park se anunciara como eliminado, tomó la escalera con él, pero los oficiales de la IWRG la regresaron al cuadrilátero momentos después. Demon Clown eliminado por AK-47 después de ejecutar un Piledriver, un movimiento que habría conseguido su descalificación durante el evento. Momentos después, Demon Clown salto fuera del cuadrilátero, cayendo en el Hijo de Máscara 2000 para eliminarlo del evento. El evento se terminó cuando Demon Clown y el Hijo de Dos caras estuvieron fuera del ring. En ese punto, Demon Clown unió al Hijo de Dos caras con una máscara y atándolo, lo dejó atrapado, después de esto, Demon Clown acomodó la escalera en medio del cuadrilátero. En los momentos de cierre del evento, uno de los leñadores ayudó al Hijo de Dos Caras a sacar su cabeza de la máscara en la que estaba atrapado. Entonces, rápidamente, el Hijo de Dos Caras se puso su propia máscara para continuar con el encuentro. La ayuda resultó ser poca, ya que más tarde Demon Clown agarró la bolsa con $50,000 para ganar el evento.  
Después de su victoria, Demon Clown retó al Hijo de Dos Caras en el Campeonato Intercontinental de pesos pesados en un futuro show.

## Después del evento
A Demon Clown se le concedió un evento por el campeonato de pesos pesados una semana después, el 7 de septiembre, pero perdió el evento con el Hijo de Dos caras a dos caídas. El Hijo de Dos caras fue el primero en reinar el IWRG solo hasta el 11 de octubre de 2015, cuando él perdió con Máscara Año 2000 en 2015 en el evento Caravana de Campeones.